# Saint-Nazaire-sur-Charente
Saint-Nazaire-sur-Charente é uma comuna francesa na região administrativa da Nova Aquitânia, no departamento de Charente-Maritime. Estende-se por uma área de 20,31 km². Em 2010 a comuna tinha 1 216 habitantes (densidade: 59,9 hab./km²).